# Scorpaena lacrimata
Scorpaena lacrimata är en fiskart som beskrevs av Randall och Greenfield 2004. Scorpaena lacrimata ingår i släktet Scorpaena och familjen Scorpaenidae. Inga underarter finns listade i Catalogue of Life.